# Cave Springs
Cave Springs es una ciudad ubicada en el condado de Benton en el estado estadounidense de Arkansas. En el Censo de 2010 tenía una población de 1729 habitantes y una densidad poblacional de 96,07 personas por km².

## Geografía
Según la Oficina del Censo de los Estados Unidos, Cave Springs tiene una superficie total de 18 km², de la cual 17.84 km² corresponden a tierra firme y (0.85%) 0.15 km² es agua.

## Demografía
Según el censo de 2010, había 1729 personas residiendo en Cave Springs. La densidad de población era de 96,07 hab./km². De los 1729 habitantes, Cave Springs estaba compuesto por el 92.42% blancos, el 0.87% eran afroamericanos, el 1.27% eran amerindios, el 1.85% eran asiáticos, el 0.06% eran isleños del Pacífico, el 1.62% eran de otras razas y el 1.91% pertenecían a dos o más razas. Del total de la población el 4.45% eran hispanos o latinos de cualquier raza.